# ОШ Радоје Домановић Врање
ОШ „Радоје Домановић” у Врању, једна је од установа основног образовања на територији града Врања.

## Историјат
Школа је почела са радом септембра 1972. године под кровом ондашње Учитељске школе, данас Педагошког факултета. Како није имала своју зграду, настава је извођена само у поподневној смени. У почетку је настава организована у осам одељења од првог до четвртог разреда са ученицима прузетим из Основних школа „Вук Караџић” и „Јован Јовановић Змај”.
Школа добија 1974. године своју нову зграду, са довољно учионица, кабинета и пратећих просторија.

## Школа данас
Школа је данас организована као самостална образовно-васпитна установа без истурених одељења, чији се рад одвија у две смене. Од просторија школа има 15 класичних учионица, четири кабинета (за физику, хемију и биологију, ликовну културу и музичку културу), две специјализоване учионице (српски језик и историја), кабинет за информатику, дигиталну учионицу, фискултурну салу са пратећим просторијама, библиотеку са читаоницом, зубну амбуланту, чајну кухињу, просторије за смештај и чување наставних средстава, столарску радионицу, учионицу за рад са децом са сметњама у развоју, пет канцеларија, четири игралишта за физичко васпитање, ходнике, као и пространи хол који се користи за јавне културно-забавне манифестације.
Школу похађају и ученици са сметњама у развоју. Од првог до осмог разреда је 21 ученик, по ИОП-у1 раде 4 ученика, а по ИОП-у2 ради 11 ученика. За њих је организована индивидуална настава, а сваки наставник даје свој максимум у раду са њима. Поносни смо и на остале ученике који им дају вршњачку подршку у сваком погледу, а захваљујући томе ученици који раде по индивидуалном образовном програму су добро прихваћени, успешно социјализовани и у складу са својим могућностима показује одређена постигнућа.
Од петог до осмог разреда имамо ученике који раде по ИОП-у3 тј. са њима се ради по посебном програму за надарене ученике.

### Школска  библиотека
Библиотека своје активности остварују и многе секције, као што су рецитаторска, литерарна, новинарска, библиотечка, драмска. У њој се организују литерарни састанци, сусрети са песницима и писцима,  промоције нових књига, као и многи наградни конкурси. Поред некњижне грађе, библиотека располаже и са нешто више од 11000 књига. Књижни фонд је подељен на наставнички (2500 књига) и ученички (од око 8500 књига).

### Школски часописПламичак
Часопис Пламичак покренут је 1977. године на иницијативу наставника српског језика и даровитих ученика. Часопис са краћим прекидима у излажењу, и данас као и ранијих година, заокупља пажњу наших малих читалаца, а са сигурношћу можемо рећи да и одрасли у њему увек пронађу нешто за себе. 
Осим у осмишљавању и креирању Пламичка, наши ученици  своје новинарско умеће исказују и у листу Срећни дани, гласилу ученика свих основних школа, а од школске 2013/2014. године и ученика средњих школа са територије Града Врања.

## Награде и признања
Школа је за свој свеукупни рад 27. јануара 1996. године добила Признање „Свети Сава”. Овим престижним признањем награђена је од стране Одбора „Светосавске недеље”, који су чинили искључиво просветни радници. Добитници су и јавног признања „Седми септембар” Скупштине општине Врање за изузетне резултате у области образовања и доприносу у развоју образовно-васпитног рада 7. септембра 2002. године.